# NGC 4757
NGC 4757 este o galaxie lenticulară situată în constelația Fecioara. A fost descoperită în 1882 de către Ernst Wilhelm Tempel. Se află la o distanță de 8,51 megaparseci de Pământ.